# Іргиз (притока Тургаю)
Іргиз (каз. Ырғыз) — річка в Актюбінській області Казахстану, найбільша, права притока Тургаю. Належить до внутрішнього безстічного Арало-Каспійського басейну.

## Географія
Річка Іргиз бере свій початок на східних схилах Мугоджар (південне пасмо Уралу), поблизу державного кордону із Росією, за 20 км на захід від села Жамбил (Айтекебійський район). Тече в південному, а в середній течії повертає в південно-східному напрямку і впадає у річку Тургай. Довжина — 593 км, площа басейну 31,6 тис. км². Середня витрата води у гирлі близько 8 м³/с. Швидкість течії води по всій довжині рівномірна і становить близько 0,1 м/с. Ширина русла сягає 80-100 м, річкова долина — від 0,3 до 2 км; висота берегів — до 5-8 м. У квітні спостерігається повінь з підвищенням рівня води на 4-5 м відносно звичайного. Влітку (особливо в пониззі) витрата води значно знижується, річка міліє, а на ряді ділянок розпадається на окремі плеса, при цьому вода тут стає солонуватою.
Живлення, головним чином, снігове. Замерзає в середині листопада (товщина льоду до кінця зими сягає 1 м), скресає на початку квітня.
Вода річки використовується для водопостачання населених пунктів, розташованих на її берегах, а також для водопою худоби, поливу городів та лиманного зрошення.

## Притоки
Річка приймає кілька невеликих приток, в основному правих, які в більшості своїй, в літній період, пересихають. Найбільші із них (40-60 км):
- ліва: Тікбутак.
- праві: Баксайис, Шалок-Кайракти, Кайракти, Талдик, Ащисай, Шетіргиз.